# Adam Thomas Wright
Adam Thomas Wright (Essex, 8 de novembro de 2000) é um ator inglês.
Começou a carreira, trabalhando no curta-metragem "Vassily and Petra" em 2011 e no mesmo ano, fez parte do elenco de The Awakening.
Em 2012, atuou na série do canal CBBC "Stepping Up" e em 2013, trabalhou no filme alemão O Físico, fazendo o papel do protagonista quando jovem. Em 2014, atuou na série do canal BBC One, "The Missing", e no filme britânico "Altar".
Também trabalhou no filme de terror holandês "The Windmill Massacre" (2016), no seriado britânico "Millie Inbetween" (episódio de 2018), no faroeste norte-americano "No Man's Land" (2019) e no filme de terror britânico "Nightmare on 34th Street" (2019).